# Вейн (Огайо)
Вейн (англ. Wayne) — селище (англ. village) в США, в окрузі Вуд штату Огайо. Населення — 841 особа (2020).

## Географія
Вейн розташований за координатами 41°18′3″ пн. ш. 83°28′18″ зх. д. / 41.30083° пн. ш. 83.47167° зх. д. (41.300961, -83.471727).  За даними Бюро перепису населення США в 2010 році селище мало площу 0,83 км², уся площа — суходіл.

## Демографія
Згідно з переписом 2010 року, у селищі мешкало 887 осіб у 324 домогосподарствах у складі 231 родини. Густота населення становила 1063 особи/км².  Було 362 помешкання (434/км²).
Расовий склад населення:
| - 94,5 % — білих - 0,2 % — корінних американців - 0,2 % — чорних або афроамериканців - 2,5 % — осіб інших рас |

До двох чи більше рас належало 2,6 %. Частка іспаномовних становила 6,0 % від усіх жителів.
За віковим діапазоном населення розподілялося таким чином: 29,5 % — особи молодші 18 років, 60,5 % — особи у віці 18—64 років, 10,0 % — особи у віці 65 років та старші. Медіана віку мешканця становила 32,3 року. На 100 осіб жіночої статі у селищі припадало 92,8 чоловіків;  на 100 жінок у віці від 18 років та старших — 88,3 чоловіків також старших 18 років.
Середній дохід на одне домашнє господарство  становив 51 118 доларів США (медіана — 47 250), а середній дохід на одну сім'ю — 53 204 долари (медіана — 49 219). Медіана доходів становила 36 845 доларів для чоловіків та 26 818 доларів для жінок. За межею бідності перебувало 11,1 % осіб, у тому числі 19,9 % дітей у віці до 18 років та 4,2 % осіб у віці 65 років та старших.
Цивільне працевлаштоване населення становило 565 осіб. Основні галузі зайнятості: виробництво — 21,1 %, освіта, охорона здоров'я та соціальна допомога — 18,4 %, мистецтво, розваги та відпочинок — 12,6 %, будівництво — 12,0 %.